# Oscar José Vélez Isaza
Oscar José Vélez Isaza C.M.F. (n. Pensilvania, Departamento de Caldas, Colombia, 4 de noviembre de 1954) es un obispo católico, profesor, filósofo y teólogo colombiano.
Desde junio de 2003 es el obispo de la Diócesis de Valledupar.
Nacido en el municipio colombiano de Pensilvania, en el año 1954. 
El día 10 de junio del 2003, el Papa Juan Pablo II le nombró como nuevo Obispo de la Diócesis de Valledupar, en sustitución de José Agustín Valbuena Jáuregui.
Sus co-consagrantes fueron el italiano Beniamino Stella y Jorge Iván Castaño Rubio.
Tomó posesión oficial de la Diócesis el 23 de agosto de ese mismo año.
Como obispo, también pertenece a varios consejos de la Conferencia Episcopal de Colombia (CEC).